# Wentworth Beaumont (1er vicomte Allendale)
Wentworth Canning Blackett Beaumont (2 décembre 1860 - 12 décembre 1923) est un homme politique libéral britannique. 

## Jeunesse et éducation
Beaumont est né à Bywell Hall, Northumberland, fils de Wentworth Beaumont (1er baron Allendale) (en), et de sa première épouse Lady Margaret Anne de Burgh, fille d'Ulick de Burgh (1er marquis de Clanricarde), et son épouse Harriet Canning, fille de George Canning. Il est baptisé à Londres. Il fréquente Eton et est diplômé du Trinity College de Cambridge avec une maîtrise en 1888. 

## Carrière politique
Beaumont est député de Hexham de 1895 à 1907 et sert sous Henry Campbell-Bannerman comme vice-chambellan de la maison de 1905 à février 1907, lorsqu'il succède à son père dans la baronnie d'Allendale. Il est nommé capitaine des Yeomen de la garde en avril 1907 et est admis au Conseil privé le mois suivant. Le 5 juillet 1911, il est créé vicomte Allendale, d'Allendale et Hexham dans le comté de Northumberland, et d'octobre 1911 à 1916, il est Lord-in-waiting sous Herbert Henry Asquith. Il est également nommé lieutenant adjoint de Northumberland en septembre 1901.

## Famille
Lord Allendale épouse Lady Alexandrina Vane-Tempest, fille de George Vane-Tempest (5e marquis de Londonderry), le 12 novembre 1889. Ils ont six enfants: 
- Wentworth Beaumont (2e vicomte Allendale) (6 août 1890-16 décembre 1956).
- Margaret Helen Beaumont (13 novembre 1892 - 10 juin 1958), épouse Hugh Fortescue (5e comte Fortescue).
- Aline Mary de Burgh Beaumont (23 avril 1895 - 15 avril 1967).
- Diane Beaumont (1896–31 janvier 1897).
- Ralph Beaumont (en) (12 février 1901-18 septembre 1977).
- Agatha Violet Beaumont (26 décembre 1903 - 15 janvier 1994).

Lord Allendale est décédé à Londres en décembre 1923, à l'âge de 63 ans, et est enterré dans le parc de Bretton Hall, près de Wakefield. 